# Sophie Hunger

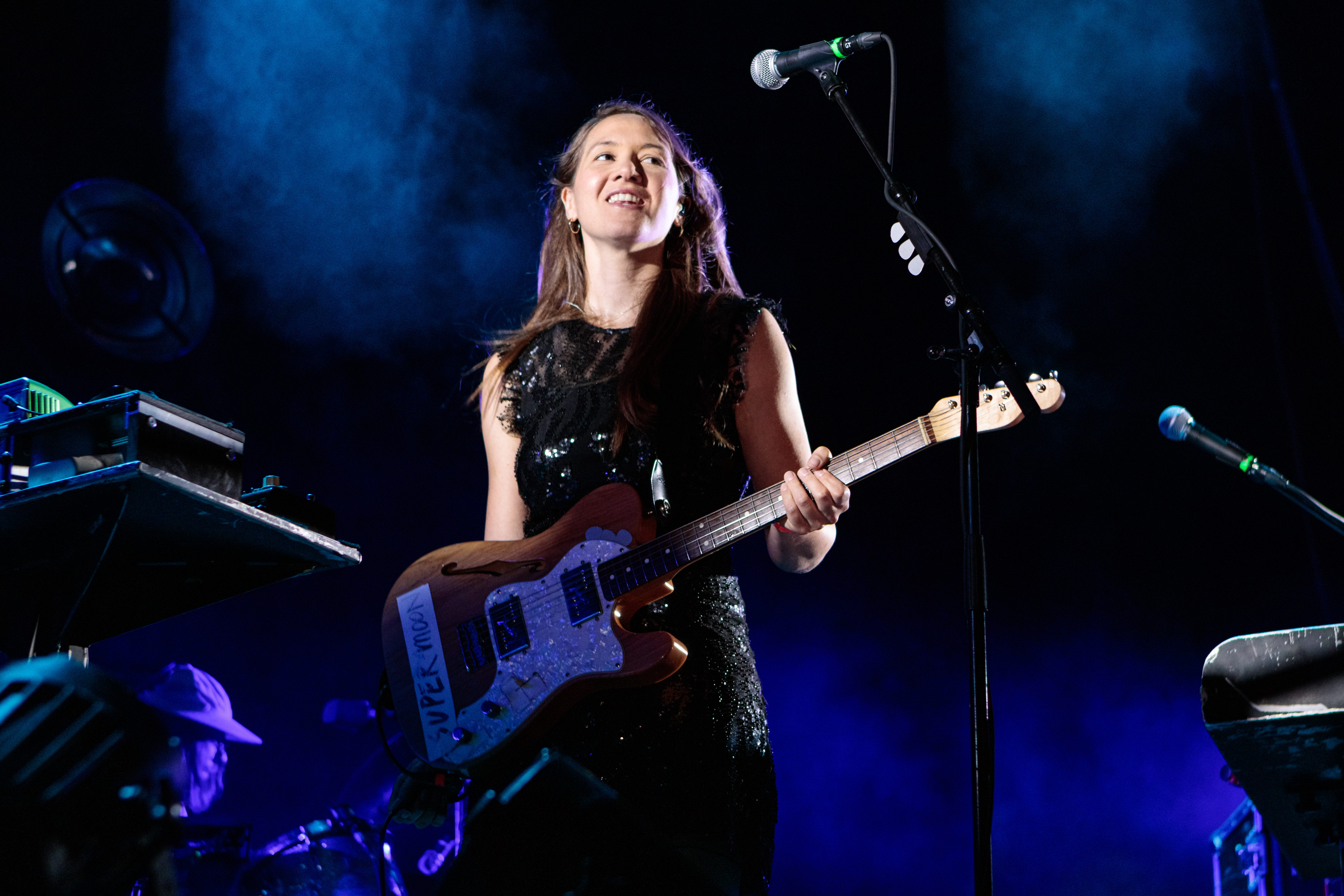
Sophie Hunger auf dem Haldern Pop Festival 2019

Sophie Hunger (* 31. März 1983 in Bern; eigentlich Emilie Jeanne-Sophie Welti) ist eine Schweizer Sängerin, Musikerin, Songwriterin, Filmkomponistin und Schriftstellerin. Sie spielt Gitarre, Bluesharp und Klavier.

## Leben
Sophie Hunger ist die Tochter von Philippe Welti und Myrtha Welti, geb. Hunger, sowie Enkelin von Arthur Welti. Als Kind hatte Sophie Hunger für einige Zeit Klavierunterricht. Ihr Vater hörte viel Jazz und Punk, so dass sie früh mit diesen Musikrichtungen in Berührung kam. Über ihre Mutter lernte sie diverse Volkslieder kennen. Hunger hatte wechselnde Vorlieben, begeisterte sich als Jugendliche für Hip-Hop und Rhythm and Blues, später für Rockmusik und entdeckte als junge Erwachsene Country, Bluegrass und Folk.
Die Diplomatentochter wuchs mit zwei älteren Geschwistern in Bern, London, Bonn und Zürich auf. In Zürich bestand sie im Herbst 2002 am Literargymnasium Rämibühl die Matura und begann ein Studium in den Fächern Germanistik und Anglistik. Ihre ersten Bühnenerfahrungen sammelte Sophie Hunger im Zürcher Helsinki Klub.
Seit September 2014 lebt Hunger in Berlin-Kreuzberg und hat mittlerweile zwei Kinder (das erste wurde 2022 geboren). Ferner hat sie eine Wohnung in Paris.

## Werk

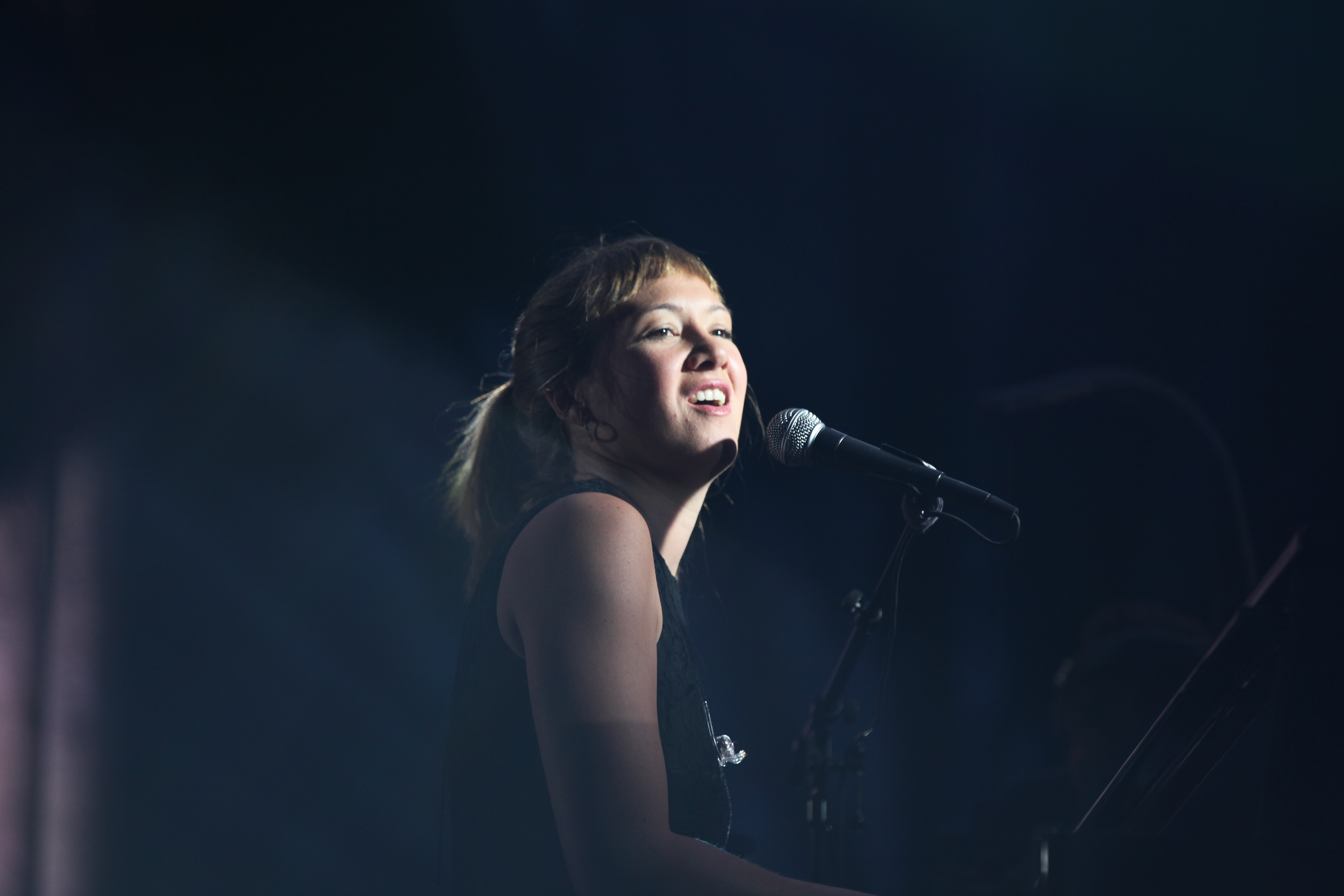
Sophie Hunger Heimatsound Festival 2015

Zwischen 2002 und 2006 war Hunger Gastsängerin beim Projekt „Superterz“; sie ist auch auf dem 2006 veröffentlichten Album Standards zu hören. Ab 2004 war Hunger zudem als Sängerin Mitglied in der Indie-Rock-Band Fisher, die sich 2007 auflöste.
Im September 2006 veröffentlichte Sophie Hunger im Eigenvertrieb ihre erste CD Sketches on Sea, die sie selbst zu Hause aufgenommen hatte. Für diese Veröffentlichung wählte sie erstmals den Künstlernamen Sophie Hunger, der aus ihrem zweiten Vornamen sowie dem Geburtsnamen ihrer Mutter zusammengesetzt ist. Die Aufnahme fand bald grosse Beachtung. Bereits im Mai 2007 spielte Hunger als Vorband von Stephan Eicher im Bataclan in Paris und trat im Juli am Schweizer Montreux Jazz Festival als Gast mit Raphelson und John Parish auf. Im August und September folgten internationale Konzert-Tourneen mit dem Erik Truffaz Quartett und der Band The Young Gods. Begleitet wurde sie dabei von Michael Flury (Posaune), Christian Prader (Flöte, Klavier, Gitarre) und Evelinn Trouble (Chor).
Der Regisseur Micha Lewinsky bot Hunger 2007 an, eine Rolle in seinem Film Der Freund zu übernehmen. Sie lehnte zunächst ab, bot aber an, die Filmmusik zu komponieren. Hunger schrieb daraufhin zusammen mit Marcel Vaid (Superterz) den Soundtrack und übernahm im Gegenzug dann doch die von Lewinsky vorgeschlagene Nebenrolle. Der Freund wurde im Januar 2008 veröffentlicht.
Im Jahr 2008 gelang Hunger mit ihrem ersten Studioalbum Monday’s Ghost der musikalische Durchbruch. Im selben Jahr gewann sie den Prix Walo in der Sparte Newcomer und den SwissAward 2010 in der Kategorie Show. 2010 wurde sie als erste Schweizer Künstlerin überhaupt zum berühmten Glastonbury-Musikfestival eingeladen. 2011 erhielt sie den Prix de la Création Musicale de France für ihre Coverversion Le vent nous portera (Noir Désir). 2016 erhielt Hunger im Rahmen der Swiss Music Awards den Artist Award (SwissMusicAwards2016) sowie einen LEA-Live Entertainment Award für die beste Club-Tournee 2015 in Deutschland.
Im Rahmen der Festspiele Zürich 2016 wurde Hunger der Zürcher Festspielpreis verliehen. Ebenfalls 2016 erhielt sie den Schweizer Musikpreis. Der Preis für die beste Spielfilm-Musik wurde ihr im September 2016 in Frankreich vom Festival für Filmmusik Des Notes et des Toiles für die Filmmusik zu Ma vie de courgette zugesprochen. Weitere Nominierungen für diese Filmmusik: Prix Lumières 2017, César 2017 sowie für den Schweizer Filmpreis 2017. Am 2. Oktober 2019 erhielt Sophie Hunger den Preis für Popkultur Deutschland. 2020 erhielt Sophie Hunger den deutschen Fernsehpreis für beste Musik für die VOX Serie Die Rampensau (zusammen mit Tina Pepper).
2013 trat sie mit Max Herre beim Bundesvision Song Contest 2013 für das Bundesland Baden-Württemberg an. Mit dem Titel Fremde erreichten sie den 8. Platz. 2015 hatte Hunger einen Auftritt in der Philharmonie de Paris in WIEBO (ein Spektakel über die verschiedenen Facetten des Mythos David Bowie) von Philippe Decouflé und der Compagnie DCA.
Sophie Hunger und ihre Band können als dem Jazz nahestehende, improvisierende Musiker bezeichnet werden, wie nicht nur die Einladung zu den 36. Leipziger Jazztagen, sondern auch die Besetzung der Band mit einem soundprägenden Posaunisten zeigten.

### Monday’s Ghost

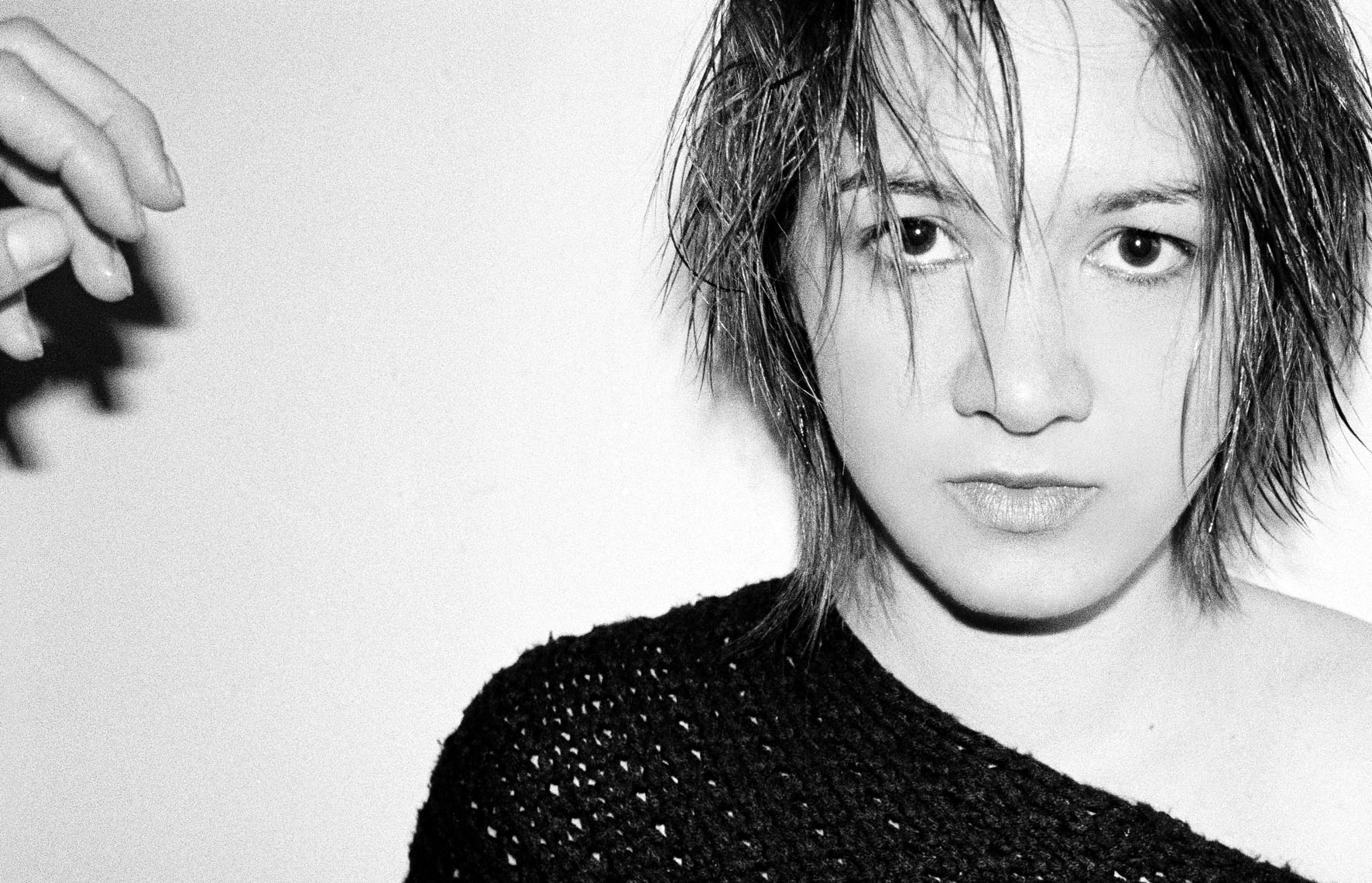
Sophie Hunger auf dem Album-Cover Monday’s Ghost

Zwischen Januar und Mai 2008 nahm Hunger ihr erstes Studioalbum Monday’s Ghost in den ICP-Studios in Brüssel und im Studio du Flon in Lausanne auf. Produziert wurde dieses Album von Marcello Giuliani (unter anderem Erik Truffaz Quartett), der auch den Bass-Part übernahm. Massgeblich beteiligt waren ausserdem Posaunist Michael Flury, Multi-Instrumentalist Christian Prader und Schlagzeuger Alberto Malo. Im Juni 2008 nahm sie die französische Abteilung von Universal Music Jazz unter Vertrag.
Mit ihrer Band, die bis auf Balz Bachmann, der Giuliani am Bass ersetzte, der Studiobesetzung entsprach, spielte Hunger am 6. Juli 2008 beim Schweizer Montreux Jazz Festival in der ausverkauften Miles Davis Hall.
Am 10. Oktober 2008 wurde Monday’s Ghost über den kleinen Vertrieb Irascible in der Schweiz veröffentlicht und erreichte auf Anhieb Platz 1 der Schweizer Hitparade. Später wurde das Album mit Platin ausgezeichnet. Im Februar 2009 erschien es über Universal Jazz in Frankreich, Deutschland und Österreich. "Sie hat eine raue, dunkel gefärbte Stimme, die mit populären Konkurrentinnen von Simone White bis Anja Plaschg (Soap&Skin) mehr als mithalten kann", hieß es über Hunger nach der Präsentation des Albums in Berlin.
Im Herbst 2008 hatte Schlagzeuger Albert Malo die Band verlassen und wurde durch Julian Sartorius ersetzt, welcher 2010 die Band wieder verliess, um sich eigenen Projekten zu widmen. 2010 gehörte der Musiker Dominik Chansorn zur Band, dies aber nur für wenige Konzerte. 2011 ist Albert Malo zur Sophie Hunger Band zurückgekehrt.

### 1983
Im August 2009 begann Hunger in Paris mit der Arbeit an ihrem zweiten Studioalbum 1983, welches sie mit Hilfe von Toningenieur Stéphane Alf Briat (u. a. Phoenix, Air) selbst produzierte. Zu den Highlights der 1983er Tournée 2010 gehörte die Einladung ans Glastonbury Festival, wo Hunger als erste Schweizer Band der Festival-Geschichte auftrat. Von Bedeutung sind überdies die Einladung ans Montreal Jazz Festival. Hungers Auftritt vor vollem Haus im Cigale in Paris und ein abermals ausverkauftes Konzert in der Miles Davis Hall beim Schweizer Montreux Jazz Festival. Auch 1983 war in der Schweiz sofort auf Platz 1 der Charts – in Deutschland und in Österreich platzierte sich das Album im hinteren Mittelfeld der Top 100. Die Auskoppelung Le vent nous portera (Cover der französischen Band Noir Désir) wurde 2011 im Kinofilm Terraferma und zwei Jahre später im französischen Drama Les Beaux Jours mit Fanny Ardant als Soundtrack verwendet.

### The Danger of Light
Mit dem Album The Danger of Light von 2012 gastierte die Hunger Band ausgiebig in Deutschland, Frankreich und Großbritannien auf Festivals und in großen Sälen, zum Beispiel der Fabrik Hamburg. Sie wurde auch häufig ins Fernsehen eingeladen, so zu 3 nach 9, Harald Schmidts Late Night Show, und beim WDR Anke hat Zeit. Überall wurde ihr vom Text her äußerst verblüffendes Lied Das Neue präsentiert, das sprachspielerisch von der Inkonsistenz der Begriffe handelt, wie sie selbst bei 3 nach 9 erläuterte. Aufgenommen wurde das Album in Südfrankreich, in Los Angeles und in Montreal.

### The Rules of Fire
Unter dem Namen The Rules of Fire veröffentlichte Hunger im Dezember 2013 ein Doppelalbum mit Liveaufnahmen – inklusive dreier neuer Titel – und einen 60-minütigen Dokumentarfilm des französischen Regisseurs Jeremiah, der Hunger und ihre Band ein Jahr lang auf ihrer Europatournee begleitete. Der Titel „The Rules of Fire“ bezieht sich auf die „Ten Rules of Fire“, Hungers zehn Regeln der Kunst, wie „Never try to please“ oder „Never explain yourself or your work“.

### Supermoon

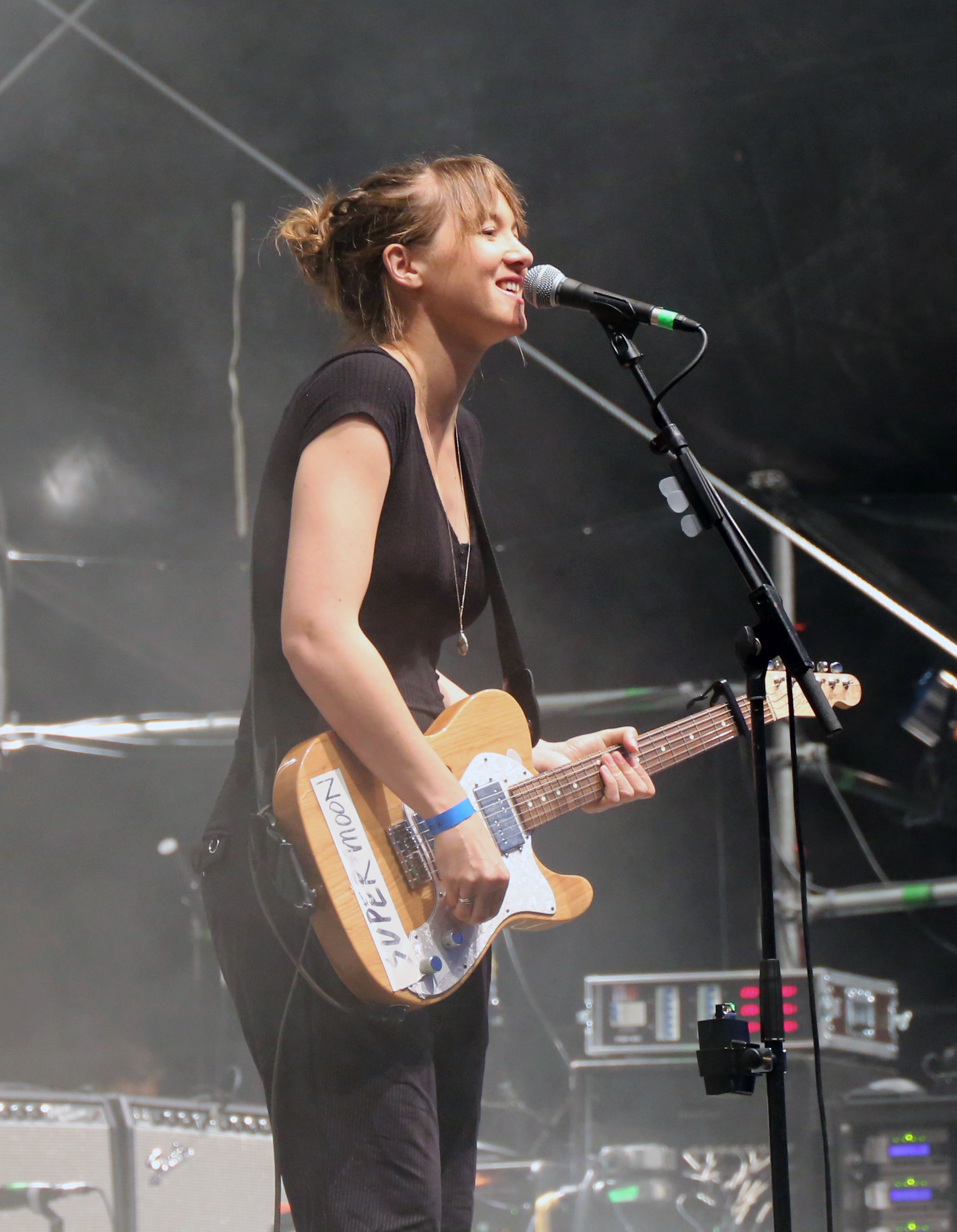
Sophie Hunger Rocken am Brocken 2016

Nach vier Alben und langem Touren machte Hunger eine Pause und ging nach Kalifornien. Zu Hause gefühlt habe sie sich in Kalifornien zwar nicht, aber das war auch gar nicht ihr Ziel, sagte Sophie Hunger. Dort schrieb sie wieder Songs, die in ihrem Album Supermoon April 2015 erschienen. Es ist wieder ihre eigensinnige Mischung aus Folk, Jazz und Elektronik auf Englisch, Deutsch, Französisch und Schweizerdeutsch. Das Album enthält auch ein Duett mit dem Exfußballer Éric Cantona.

### Molecules
Sophie Hungers sechstes Studioalbum Molecules erschien am, 31. August 2018. Die Singleauskopplung She Makes President war bereits seit dem 2. Mai 2018 online zu hören. Intro.de bewertete das neue Album wie folgt: "Mit ihrem neuen Album Molecules entfernt sich die Schweizer Musikerin von ihrem von Folk und Jazz beeinflussten Sound und wendet sich elektronischen Elementen zu." Hunger gebe sich "wie zuletzt PJ Harvey als eher nüchterne Chronistin", befand Karl Fluch und Thomas Winkler meinte: "Sophie Hunger, der Popstar aus der Schweiz, ist nach vier Jahren in Berlin endgültig heimisch geworden." Die Musikerin selbst bezeichnete den Stil dieses Albums als "minimalistischen elektronischen Folk".

### Halluzinationen
Das siebte Studioalbum mit dem Titel Halluzinationen erschien am 28. August 2020. Produziert hat Hunger das Album wie bereits Molecules mit dem Produzenten Dan Carey im Studio Abbey Road in London. Die Besonderheit dieses Albums ist, dass die Songs alle am Stück als Live-Session eingespielt worden sind.

### Ich liebe Dich
Das Album Ich liebe Dich produzierte Hunger gemeinsam mit den Schweizer Musikern Dino Brandão und Faber 2020 in der Zeit der Corona-Pandemie. Alle drei haben für das Album eigene Stücke geschrieben. Sämtliche Stücke des Albums sind auf schweizerdeutsch und vergleichsweise schlicht instrumentiert – teilweise ausschließlich Gitarre.

## Als Autorin
Neben ihrer musikalischen Tätigkeit tritt Hunger auch schreibend in Erscheinung. Sie verfasste unter anderem für Die Zeit im Jahre 2009 Kolumnen, bei denen sie sich in Christian Seraphin Jenny verwandelte, der in der Zeitung steckt und die Welt von dort aus anschaute. Für etliches Aufsehen sorgte ihr fiktionaler Bericht über die Salzburger Festspiele 2010, den sie in Form eines Briefes an den verstorbenen Thomas Bernhard gestaltete und der in der Folge kontrovers kommentiert und diskutiert wurde. In der Zeit online berichtete Sophie Hunger über ihre Amerika-Tournee, die sie Ende Oktober 2011 startete. Im März 2025 erschien ihr nach einem ihrer Lieder benannter Roman Walzer für Niemand bei Kiepenheuer & Witsch.

## Diskografie

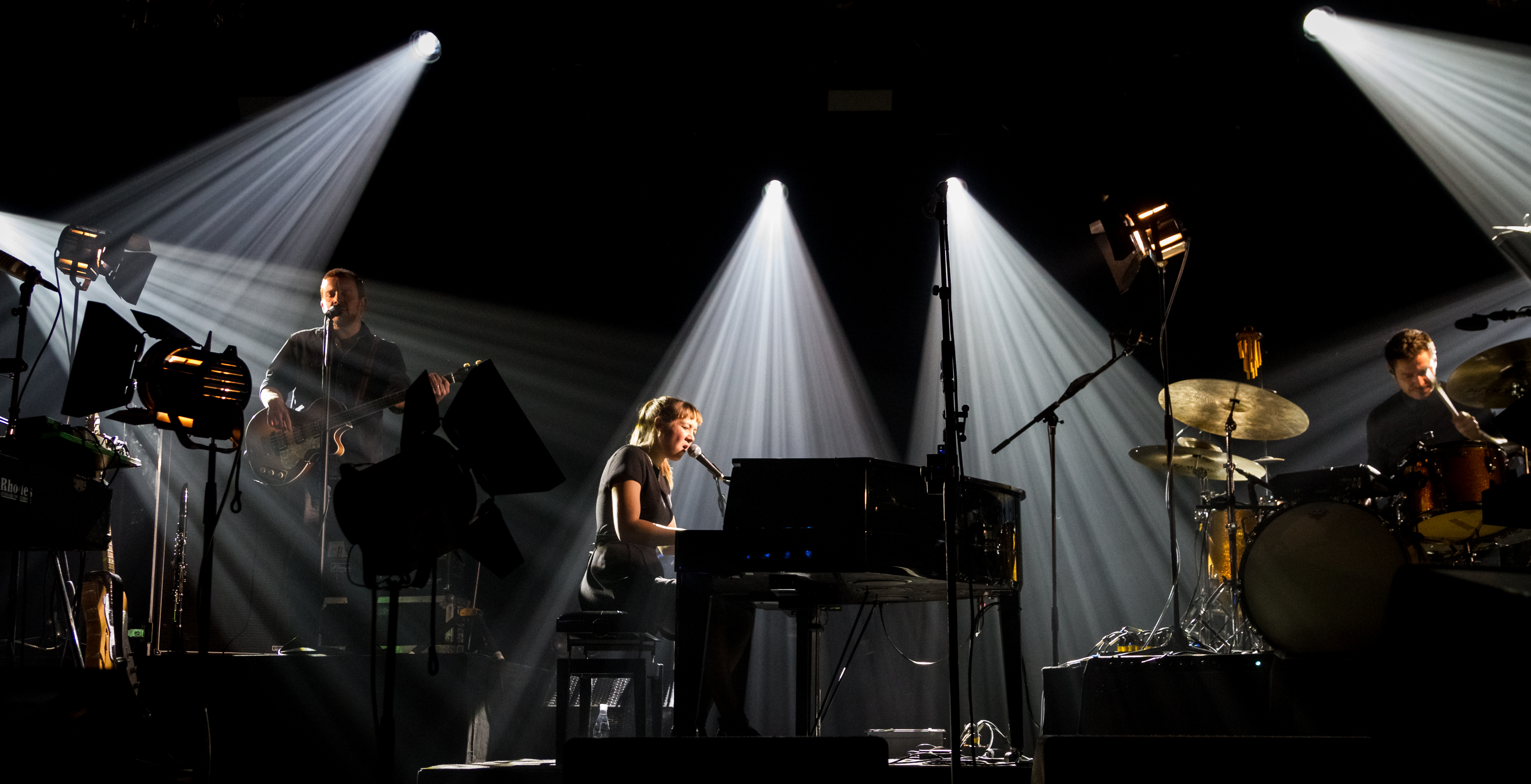
Sophie Hunger mit Band bei den Leverkusener Jazztagen 2015

### Alben
| Jahr | Titel               | Höchstplatzierung, Gesamtwochen, AuszeichnungChartplatzierungen (Jahr, Titel, Platzierungen, Wochen, Auszeichnungen, Anmerkungen) | Höchstplatzierung, Gesamtwochen, AuszeichnungChartplatzierungen (Jahr, Titel, Platzierungen, Wochen, Auszeichnungen, Anmerkungen) | Höchstplatzierung, Gesamtwochen, AuszeichnungChartplatzierungen (Jahr, Titel, Platzierungen, Wochen, Auszeichnungen, Anmerkungen) | Anmerkungen                                         |
| Jahr | Titel               | CH | DE | AT | Anmerkungen                                         |
| ---- | ------------------- | --- | --- | --- | --------------------------------------------------- |
| 2008 | Monday’s Ghost      | CH1 Platin · (46 Wo.)CH | — | — |                                                     |
| 2010 | 1983                | CH1 Gold · (25 Wo.)CH | DE62 (1 Wo.)DE | — |                                                     |
| 2012 | The Danger of Light | CH2 (14 Wo.)CH | DE50 (2 Wo.)DE | AT57 (1 Wo.)AT |                                                     |
| 2013 | The Rules of Fire   | CH21 (3 Wo.)CH | DE89 (1 Wo.)DE | — | Live-Doppelalbum mit Dokumentarfilm und Buch        |
| 2015 | Supermoon           | CH1 (25 Wo.)CH | DE6 (4 Wo.)DE | AT17 (3 Wo.)AT |                                                     |
| 2018 | Molecules           | CH2 (12 Wo.)CH | DE16 (3 Wo.)DE | AT21 (3 Wo.)AT |                                                     |
| 2020 | Halluzinationen     | CH1 (8 Wo.)CH | DE11 (2 Wo.)DE | AT31 (1 Wo.)AT |                                                     |
| 2020 | Ich liebe dich      | CH2 (22 Wo.)CH | DE54 (4 Wo.)DE | AT38 (1 Wo.)AT | mit Dino Brandão und Faber als Brandão Faber Hunger |

Weitere Alben
- 2006: Fisher: Fisher (als Emilie Welti, kuenschtli.ch)
- 2006: Superterz: Standards (als Emilie Welti)
- 2006: Sketches on Sea (Erstveröffentlichung im Eigenvertrieb. 2008 bei Gentlemen Records wiederveröffentlicht)

Filmmusik
- 2008: Der Freund (mit Marcel Vaid)
- 2010: Zimmer 202[40]
- 2016: Ma vie de Courgette, Regie: Claude Barras. Hierfür gewann sie 2017 den französischen Filmpreis César und den Schweizer Filmpreis jeweils in der Kategorie Beste Filmmusik.

### Singles
| Jahr | Titel Album                                            | Höchstplatzierung, Gesamtwochen, AuszeichnungChartsChartplatzierungen (Jahr, Titel, Album, Platzierungen, Wochen, Auszeichnungen, Anmerkungen) | Anmerkungen                                                            |
| Jahr | Titel Album                                            | DE | Anmerkungen                                                            |
| ---- | ------------------------------------------------------ | --- | ---------------------------------------------------------------------- |
| 2013 | Fremde (MTV Unplugged) MTV Unplugged Kahedi Radio Show | DE32 (3 Wo.)DE | Erstveröffentlichung: 20. September 2013 Max Herre feat. Sophie Hunger |
| 2013 | Walzer für niemand The Rules of Fire                   | DE94 (1 Wo.)DE | Erstveröffentlichung: 2013                                             |

### Gastbeiträge
- Where Has the Love Gone auf dem Album Beauty Queen von Serpentine (2007)
- Biberräis auf dem Album Und jetz … was hät das mit mir z tue von Big Zis (2009)
- Let Me Go und Dirge auf dem Album In Between von Erik Truffaz (2010)
- Berlin – Tel Aviv auf dem Album Hallo Welt! von Max Herre (2012)
- Round Nina – A Tribute to Nina Simone, eine CD mit 10 internationalen Sängerinnen und Sängern aus Jazz, Soul und Blues (Verve Universal Music Classics and Jazz 2014)
- Pampa Vol. 1, 2016 (2 CDs) von DJ Koze; Mitwirkung als Gitarristin
- Everywhere auf dem Album Majestic von Luciano (2022)
- Oktober in Europa auf dem Album Alles muss repariert werden der Antilopen Gang (2024)

## Filmografie
Als Emilie Welti:
- 2008: Der Freund
- 2012: Der Kumpel

Als Sophie Hunger:
- 2013: The Rules of Fire
- 2016: Mein Leben als Zucchini (Ma vie de Courgette)

## Bücher
- Walzer für Niemand. Roman. Kiepenheuer & Witsch, 2025, ISBN 978-3-462-00324-6

## Auszeichnungen
- Preis für Popkultur
  - 2019: in der Kategorie Lieblings-Solokünstlerin (Molecules)[41]
  - 2021: in der Kategorie Lieblingsvideo (Hinüber; mit Mine)[42]

## Film
- Sophie Hunger. Jazzopen Stuttgart 2021. Dokumentarfilm. Regie: Michael Maschke, Deutschland 2021.

## Podcast
- Walzer für Niemand. Freiheit Deluxe – Podcast mit Jagoda Marinic am 15. Mai 2025 auf hr2-Kultur.[43]